# Starigrad (pevnost)
Starigrad (Fortica) je pevnost nad městem Omiš ve Splitsko-dalmátské župě v chorvatské Dalmácii. 

## Historie
Pevnosti byla postavena v 15. století za účelem obrany proti osmanským Turkům. Její zdi kopírují hřeben hory. V případě obsazení města Omiš nepřáteli, mohla pevnost jeho obyvatelům poskytnout bezpečné útočiště, kde by se mohli útočníkům účinně bránit. K takové situaci však nikdy nedošlo.[zdroj⁠?!]